# St. Katharina (Sehlis)

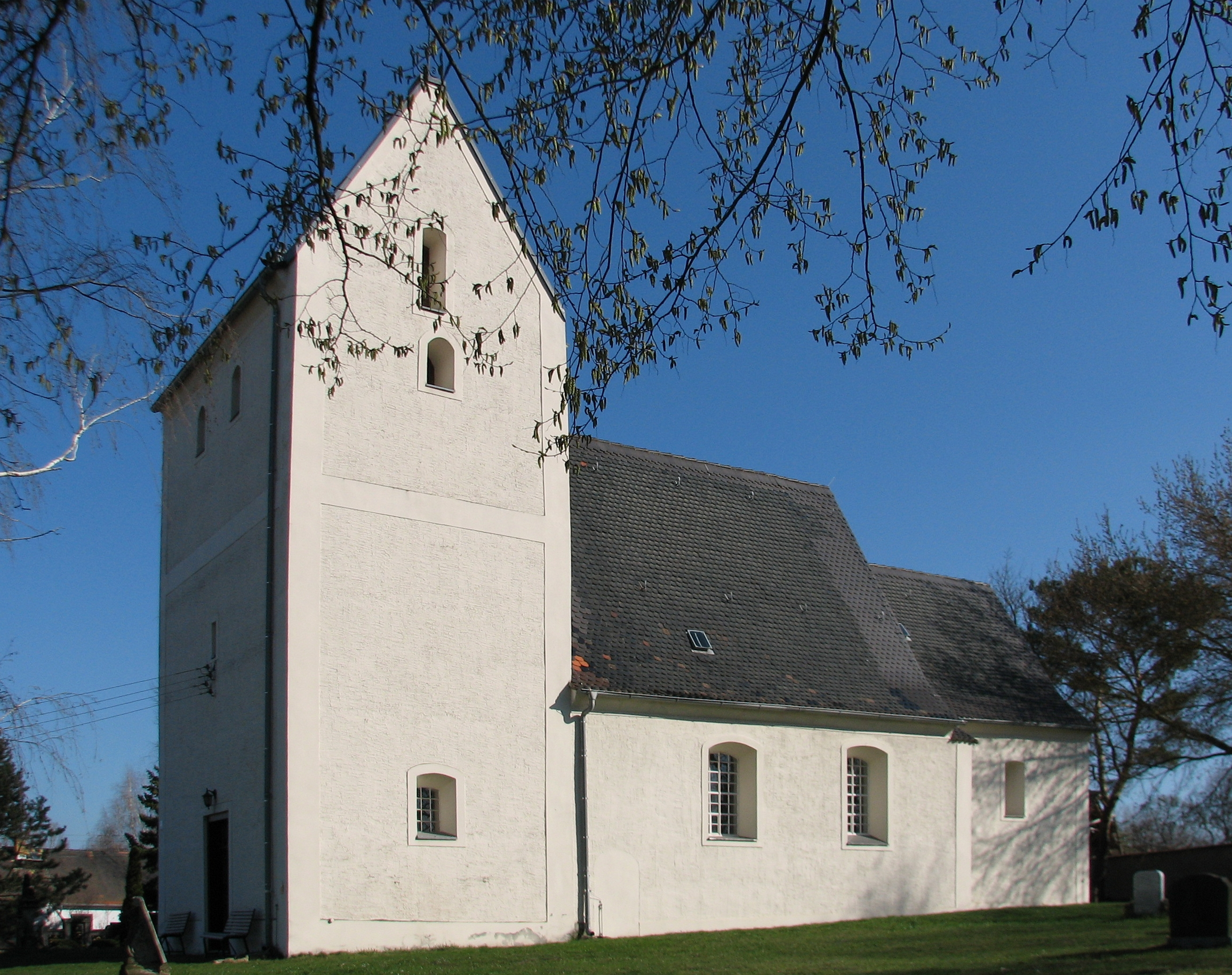
Die Katharinenkirche zu Sehlis …

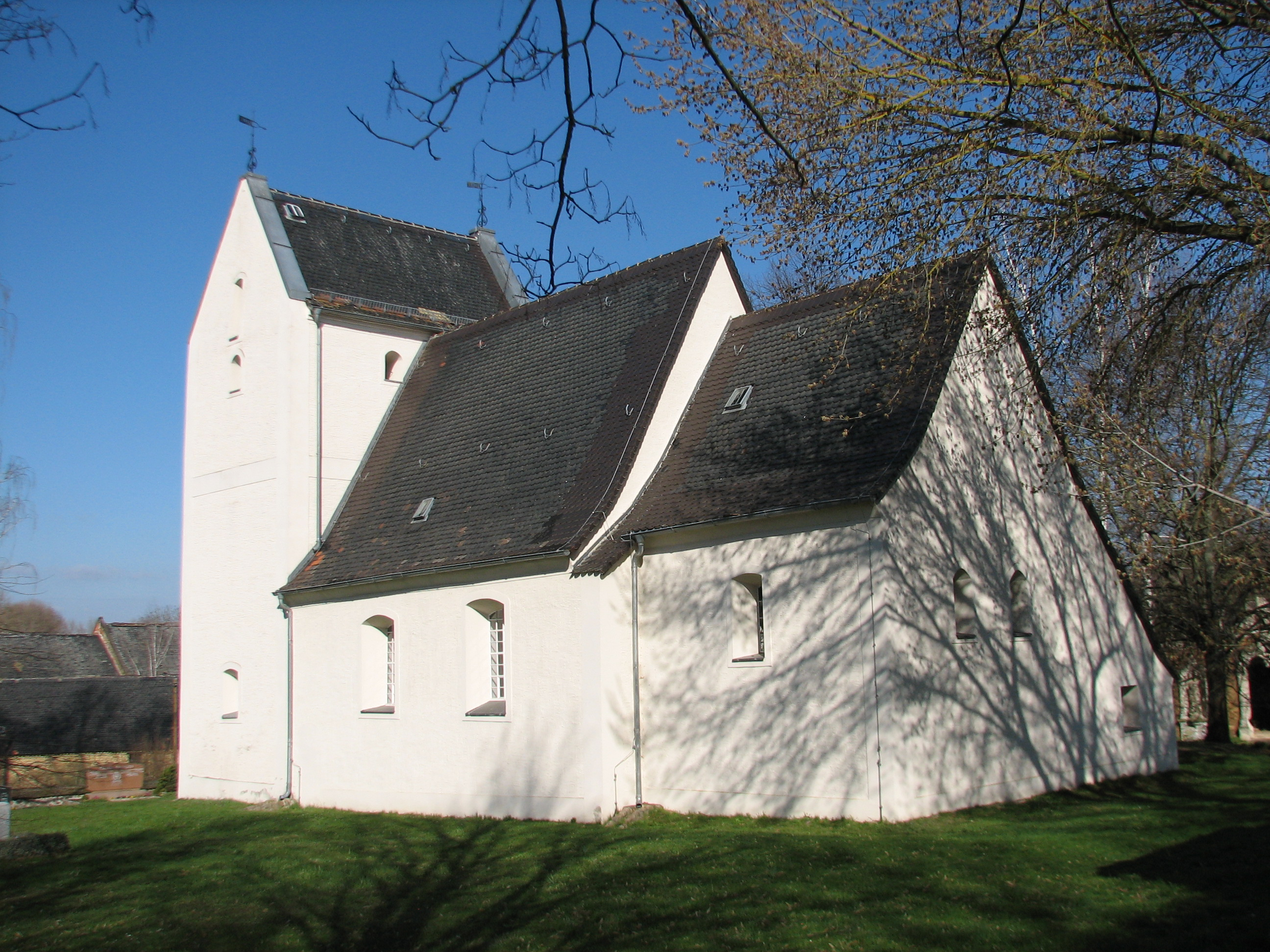
… in strahlendem Weiß (April 2021)

Die Kirche St. Katharina zu Sehlis – auch Katharinenkirche genannt – ist das evangelisch-lutherische Kirchengebäude in Sehlis, einem Ortsteil von Taucha im sächsischen Landkreis Nordsachsen. Die Saalkirche ist ein Kulturdenkmal im Freistaat Sachsen und Filialkirche der Kirche Taucha im Kirchenbezirk Leipzig  der Evangelisch-Lutherischen Landeskirche Sachsens. Sie gehört traditionell zum Ortsbild. Namenspatronin ist die Heilige Katharina von Alexandrien.

## Geschichte
Am Standort des heutigen Kirchenbaus bestand um das Jahr 1100 ein Vorgängerbau aus Holz. Um 1200 wurde dieser von einem steinernen Bau mit halbkreisförmiger Apsis ersetzt. 1250 entstand aus diesem die heutige Kirche mit rechtwinkligem Schiff und Chor, welche durch eine Rundbogen getrennt sind, sowie einem Kirchturm an der Westseite mit einer Mauerstärke von 115 Zentimetern. Um den Kirchenbau herum liegt der Friedhof. Etwa 1400 wurde die Sakristei angebaut.
Um 1500 wurde Sehlis Filialkirche von Dewitz und behielt diesen Status nach der Reformation 1540. Das bedeutet, dass die Katharinenkirche als Tochterkirche von Dewitz gilt und vom dortigen Pfarrer mit betreut wurde.
Aus dem Jahre 1665 datiert das älteste erhaltene Kirchenbuch. Einige Jahrhunderte unterstand die Kirche dem regierenden Fürsten: Patron war die Stadt Leipzig, Sehlis wurde Fürstendorf genannt.
1718 erhielt die Kirche einen neuen Altar, 1810 der Sakralbau größere Fenster. 1835 erfolgten weitere Umbauten: Es entstand ein neuer Eingang an der Westseite im Turm, der bisherige Eingang an der Nordseite wurde zugemauert sowie Altar und Weibersitze verbessert, große Fenster in das Schiff gebrochen, der Kieselfußboden, wie er heute noch in der Sakristei zu sehen ist, wurde von einer Ziegelflachschicht ersetzt. Die Kosten für diesen Umbau betrugen 550 Taler.
1900 ersetzte die Firma Zachariä aus Leipzig die Sonnenuhr mit einer mechanischen Turmuhr. Am 12. Mai 1912 wurde von einer Windhose das Kirchendach und das Kirchturm-Dach abgedeckt, der Friedhof verwüstet.
Zu Beginn des Zweiten Weltkrieges verschlechterte sich der Bauzustand der Kirche immer mehr, auf Grund der Kriegslage werden jedoch keine Bauarbeiten an der Holzdecke und am Außenputz zugelassen. 1945 wurde die mittlere Glocke nach Dewitz ausgeliehen, 1946 die Kirchenbücher nach Taucha umgelagert.
1972 wurde das gemeinsame Kirchspiel Taucha-Dewitz-Sehlis gebildet. Unter dem Vorwand einer behindertengerechten Gestaltung wurden 1978 Gestühl, Kanzel, Altar, Empore und Reste der Orgel ausgelagert bzw. vernichtet. 1980/81 setzte eine „archäologische Rettungsgrabung“ den vorläufigen Schlusspunkt der Nutzung als Gotteshaus.

## Jüngere Vergangenheit
Nach der Friedlichen Revolution in der DDR 1990 erfolgten erste Sicherungsarbeiten der baulichen Hülle. Auch wurden Bauschutt und Taubenunrat entfernt sowie die Friedhofsanlage rekonstruiert. 1993 wurden Dachstuhl, Deckenbalken und Dachdeckung instand gesetzt, 1995 das Uhrenzifferblatt erneuert sowie die Turmuhr wieder in Gang gesetzt.
Ortsinteressierte Bürger riefen 1995 die Interessengemeinschaft Sehlis ins Leben mit dem Ziel, den Ort und die Dorfkirche wiederzubeleben. Ein Konzept zur Rekonstruktion des Gotteshauses wurde in Abstimmung mit Kirchgemeinde und Kirchenvorstand erstellt. Dessen erstes Projekt wurde die Sanierung der Sakristei.
1997 wurden gebrauchte Kirchenbänke aus Schöndorf bei Weimar angeschafft. Damit war 1998 erstmals nach 21 Jahren eine kirchliche Amtshandlung – die Feier eines Taufgottesdienstes – möglich. Es folgten die Sanierung der Friedhofsmauer und 1999 die Innensanierung. Dabei wurden eine Holzdecke angebracht und das Kirchlein innen neu verputzt, gemalert sowie der Chorraum restauriert.
Zwischen Turm und Schiff entstand eine Glastürwand, und es wurde neuer Fußboden gelegt. Den Abschluss der Innensanierung feierte man zur 750-Jahr-Feier des Ortes im Jahr 2000. Weitere Arbeiten waren die Sanierung des Kirchturms und des Glockenstuhls. Der Turm bekam ein Edelstahlkorsett und neuen Außenputz, auch wurde das Zifferblatt der Uhr aufgefrischt.
Einen Altartisch hat die Kirche wieder seit 2001. Ein mannsgroßes Corpus Christi aus Gips ist seit Christi Himmelfahrt 2005 im Chorraum zuhause. Das Corpus von etwa 1930 stammt aus der Werkstatt von Max Brumme aus Leipzig, es wurde von Stuckateurmeister Andreas Wugk aus Taucha restauriert.

## Orgel
1810 wurde die Orgel erneuert. 1875 schuf Meister Schrickel aus Eilenburg eine neue Orgel für 252 Taler.
Im Juni 2004 erhielt das Kirchlein ein Laukhuff-Positiv mit vier Registern als Leihgabe aus Allmendingen bei Ulm, das wurde im September 2005 angekauft.

## Glocken
Das Geläut besteht aktuell (Stand: August 2021) aus drei Bronze-Kirchenglocken mit den Tönen a′ +4 (aus dem 15. Jahrhundert, Gießer unbekannt), d″ -4 (aus dem 14. Jahrhundert, Gießer unbekannt) und fis″ +2 (Kunst- und Glockengießerei Lauchhammer, 2014).
Glockengeschichte
1795 wurde der Glockenstuhl erneuert. Er trug eine große, 86 cm im Durchmesser messende Kirchenglocke aus Bronze von ca. 1430 mit der Inschrift: „Locke, schütze, leite uns, Maria, zum fleischgewordenen Wort“, eine mittlere Bronzeglocke mit einem Durchmesser von 71 cm von ca. 1530 ohne Glockenzier und eine kleine Bronzeglocke.
Die kleinste Glocke musste im Ersten Weltkrieg zu Rüstungszwecken abgegeben werden. Die beiden verbliebenen erklingen nach wie vor sonnabends um 18 Uhr, zum Gottesdienst und zum Jahreswechsel. Sie sind an geraden Holzjochen befestigt und ihre Klöppel schwingen – von Lederriemen gehalten – in den Glocken. Darüber hinaus werden sie – wie vor Hunderten von Jahren – von Hand zum Klingen gebracht.
Am 11. Juli 2014 wurde die neue dritte Glocke in Lauchhammer gegossen.